# Chullachaqui (cortometraje)
Chullachaqui es un cortometraje independiente peruano de terror y suspenso, dirigido por Dorian Fernández-Moris y estrenado en 2007. La película es una adaptación de la leyenda amazónica del Chullachaqui. Se filmó principalmente en Iquitos y sus confines.

## Sinopsis
Este corto está inspirado en la leyenda amazónica del chullachaqui y es una adaptación libre del mismo.
Siete estudiantes de biología se internan dentro de los confines de la selva amazónica con el fin de recolectar muestras y tomar apuntes para una asignación final antes de que se gradúen profesionalmente. El lugar elegido es Supayacu (Cocha del diablo), donde se han reportado anteriormente misteriosas desapariciones.
En el trayecto, vivirán una serie de eventos que tornarán un viaje de placer y con fin académico en una auténtica pesadilla en la cual irán desapareciendo uno por uno; sin percatarse que quizás se han encontrado, en medio de la exuberante vegetación, sin desearlo y sin querer aceptarlo, con una mitológica y fatídica criatura de pies desiguales.
Algunos de los rasgos más sobresalientes de esta criatura son, según la mitología amazónica, su capacidad de mimetización, adquiriendo la forma humana o no humana que desee; además, una característica cojera, producto de la desigualdad de sus pies. Se dice que, en circunstancias muy especiales, sale al bosque a buscar incautos o personas en excursión; quienes, al ser hechizados, son conducidos hasta parajes desconocidos y nunca más se vuelve a saber de ellos.

## Reparto
- Miguel Gonzáles
- Ângela Vargas
- Marco Vargas
- Frescia Ortega
- Cristian Calampa
- Fernando Méndez
- Gabriela Monsalve
- Paco Bardales
- Jeff Calmet
- Rubén Manrique

## Producción

### Desarrollo
Para los treinta minutos de duración de Chullachaqui, filmadas en diversos lugares como el puerto de Bellavista, el fundo España, exteriores del Club de Caza y Pesca y el río Nanay, entre otros, participaron más de sesenta personas en la realización, todas loretanas, incluyendo actores, producción y soporte logístico. La inversión aproximada en la realización del corto -que tuvo un proceso de cerca de seis meses de trabajo de preproducción, filmación y posproducción- fue mayor de cincuenta mil soles (pero casi todos en cuanto a auspicio con maquinarias y equipos y muy poco en dinero metálico), y en la cual se contó con el uso de tecnología digital cinematográfica.

### Posproducción
Según IQT (Remixes) de Francisco Bardales, en las fiestas navideñas de 2006, el metraje principal había sido dañado por un virus informático, dejando la edición remasterizada extinta. Sin embargo, la filmación primigenia estaba a salvo, donde se requirió nuevamente la edición del cortometraje. El libro confiesa que la producción llegó a un punto de nerviosismo, estrés e inclusive se dio un caso de resfriado, porque el estreno ya estaba programado para el 4 de enero de 2007.

## DVD
Actualmente, desde 2007, el cortometraje no salió publicado en ningún formato de DVD. Lo único visible de la película son fotos de sus presentaciones y su tráiler promocional.